# Triepeolus rhododontus
Triepeolus rhododontus är en biart som beskrevs av Cockerell 1921. Triepeolus rhododontus ingår i släktet Triepeolus och familjen långtungebin. Inga underarter finns listade i Catalogue of Life.